# Cephalophyllum caespitosum
Cephalophyllum caespitosum es una especie de planta suculenta perteneciente a la familia de las aizoáceas. Se encuentra en África.

## Descripción
Es una planta suculenta perennifolia  de pequeño tamaño que alcanza los 6 cm de altura. Se encuentra en Sudáfrica a una altitud de 200 a 350 metros.

## Taxonomía
Cephalophyllum caespitosum fue descrita por Heidrun Elsbeth Klara Osterwald Hartmann, y publicado en Cactus and Succulent Journal of Great Britain 43: 100. 1981.
Etimología
Cephalophyllum: nombre genérico que deriva de las palabras griegas: cephalotes = "cabeza" y phyllo = "hoja".
caespitosum: epíteto latino que significa "cespitoso".
Sinonimia
- Cheiridopsis cuprea (L.Bolus) N.E.Br.
- Mesembryanthemum cupreum L.Bolus